# Franciscus Junius (theoloog)

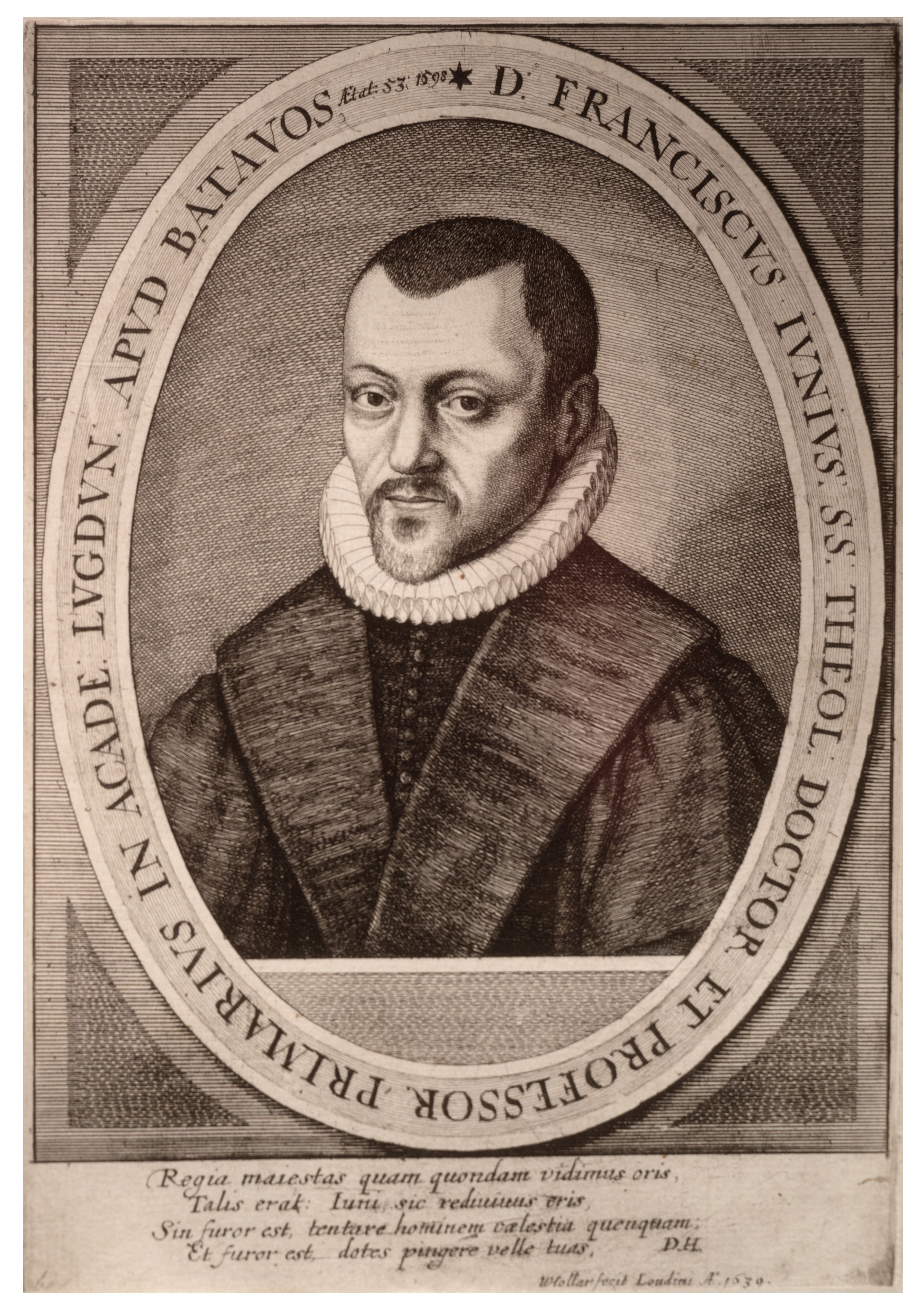
Franciscus Junius sr.

Franciscus Junius (Bourges, 1 mei 1545 - Leiden, 13 oktober 1602) ook wel François du Jon genoemd, was een gereformeerde wetenschapper, protestantse hervormer en theoloog. Hij werd geboren in Bourges in Midden-Frankrijk en studeerde aanvankelijk rechten, maar besloot later theologie te studeren in Genève bij Johannes Calvijn en Theodore Beza. Hij werd predikant in Antwerpen. Naar aanleiding van een preek van Franciscus Junius werd in het neutrale Sint Truiden op 25 december 1565 het Eedverbond der Edelen opgericht. Hij moest in 1566 naar de stad Limburg vluchten, waar tussen augustus 1566 en maart 1567 een kleine hervormde republiek bestond, waarvan hij de predikant was. Door de Spaanse herovering moest hij verder vluchten naar Heidelberg. Hij schreef een vertaling van de Bijbel in het Latijn met Emmanuel Tremellius en zijn verhandeling over ware theologie (De Vera Theologia) was een veel gebruikte tekst in de gereformeerde scholastiek. Van 1592 was hij hoogleraar aan de universiteit van Leiden.